# Бред Гілберт
Бред Гілберт (англ. Brad Gilbert; нар. 9 серпня 1961) — колишній американський тенісист та тренер, олімпійський медаліст, чемпіон та призер Маккабіади.
Бронзову олімпійську медаль Гілберт виборов на Сеульській олімпіаді 1988 року, поступившись у півфіналі Тіму Майотту. Гри за третє місце тоді не проводилося, тому обидва тенісисти, що зазнали поразки в півфіналах, отримали бронзові медалі.
Найвищу одиночну позицію світового рейтингу — 4 місце досяг 1 січня 1990, парну — 18 місце — 29 вересня 1986 року.
Здобув 20 одиночних та 3 парні титули.
Найвищим досягненням на турнірах Великого шолома були чвертьфінали в одиночному розряді.
Завершив кар'єру 1995 року. Після завершення кар'єри активного тенісиста Гілберт тренував багатьох провідних тенісистів, зокрема Андре Агассі, Енді Роддіка, Енді Маррей, Кея Нісікорі.
Гілберт працює аналітиком ESPN. Він написав книжку Winning Ugly (Вигравати бридко), в якій пояснює, як посередній гравець може перемогти вмілішого тенісиста за рахунок психології. Інша його книжка в співавторстві з Джейсом Капланом називається I've Got Your Back (Я у тебе за спиною).

## Фінали турнірів ATP за кар'єру

### Одиночний розряд: 40 (20–20)
| Легенда                         |
| ------------------------------- |
| Турніри Великого шлема (0–0)    |
| Фінали Світового туру ATP (0–2) |
| Серія ATP Мастерс 1000 (1–3)    |
| Серія ATP 500 (0–3)             |
| Серія ATP 250 (19–12)           |

| Фінали за покриттям |
| ------------------- |
| Тверде (17–14)      |
| Ґрунт (0–1)         |
| Трава (0–0)         |
| Килим (3–5)         |

| Фінали за типом корту  |
| ---------------------- |
| Відкритий корт (13–10) |
| Закритий корт (7–10)   |

| Результат | В-П   | Дата     | Турнір                  | Рівень           | Покриття | Суперник            | Рахунок                      |
| --------- | ----- | -------- | ----------------------- | ---------------- | -------- | ------------------- | ---------------------------- |
| Перемога  | 1–0   | Лис 1982 | Тайбей, Тайвань         | Гран-прі         | Килим    | Крейг Віттус        | 6–1, 6–4                     |
| Перемога  | 2–0   | Сер 1984 | Колумбус, США           | Гран-прі         | Тверде   | Генк Пфістер        | 6–3, 3–6, 6–3                |
| Поразка   | 2–1   | Вер 1984 | Сан-Франциско, США      | Гран-прі         | Тверде   | Джон Макінрой       | 4–6, 4–6                     |
| Перемога  | 3–1   | Лис 1984 | Тайбей, Тайвань         | Гран-прі         | Килим    | Веллі Месур         | 6–3, 6–3                     |
| Перемога  | 4–1   | Лип 1985 | Лівінгстон, США         | Гран-прі         | Тверде   | Браян Тічер         | 4–6, 7–5, 6–0                |
| Перемога  | 5–1   | Сер 1985 | Клівленд, США           | Гран-прі         | Тверде   | Бред Дрюетт         | 6–3, 6–2                     |
| Поразка   | 5–2   | Вер 1985 | Штутгарт, Німеччина     | Гран-прі         | Ґрунт    | Іван Лендл          | 4–6, 0–6                     |
| Поразка   | 5–3   | Жов 1985 | Йоганнесбург, ПАР       | Гран-прі         | Тверде   | Метт Енгер          | 4–6, 6–3, 3–6, 2–6           |
| Перемога  | 6–3   | Жов 1985 | Тель-Авів, Ізраїль      | Гран-прі         | Тверде   | Амос Мансдорф       | 6–3, 6–2                     |
| Перемога  | 7–3   | Лют 1986 | Мемфіс, США             | Гран-прі         | Тверде   | Стефан Едберг       | 7–5, 7–6(7–3)                |
| Перемога  | 8–3   | Лип 1986 | Лівінгстон, США         | Гран-прі         | Тверде   | Майк Ліч            | 6–2, 6–2                     |
| Перемога  | 9–3   | Жов 1986 | Тель-Авів, Ізраїль      | Гран-прі         | Тверде   | Аарон Крікстейн     | 7–5, 6–2                     |
| Перемога  | 10–3  | Жов 1986 | Відень, Австрія         | Гран-прі         | Тверде   | Карел Новачек       | 3–6, 6–3, 7–5, 6–0           |
| Поразка   | 10–4  | Сер 1987 | Washington Open, США    | Гран-прі         | Тверде   | Іван Лендл          | 1–6, 0–6                     |
| Перемога  | 11–4  | Жов 1987 | Скоттсдейл, США         | Гран-прі         | Тверде   | Еліот Телчер        | 6–3, 3–6, 4–6                |
| Поразка   | 11–5  | Жов 1987 | Тель-Авів, Ізраїль      | Гран-прі         | Тверде   | Амос Мансдорф       | 4–6, 6–3, 3–6, 2–6           |
| Поразка   | 11–6  | Лис 1987 | Париж, Франція          | Гран-прі         | Килим    | Тім Майотт          | 6–2, 3–6, 5–7, 7–6(7–5), 3–6 |
| Поразка   | 11–7  | Лис 1987 | Йоганнесбург, ПАР       | Гран-прі         | Тверде   | Пет Кеш             | 6–7(7–9), 6–4, 6–2, 0–6, 1–6 |
| Перемога  | 12–7  | Жов 1988 | Тель-Авів, Ізраїль      | Гран-прі         | Тверде   | Аарон Крікстейн     | 4–6, 7–6(7–5), 6–2           |
| Поразка   | 12–8  | Жов 1988 | Париж, Франція          | Гран-прі         | Килим    | Амос Мансдорф       | 3–6, 2–6, 3–6                |
| Перемога  | 13–8  | Лют 1989 | Мемфіс, США             | Гран-прі         | Тверде   | Йохан Крік          | 6–2, 6–2, ret.               |
| Поразка   | 13–9  | Бер 1989 | Даллас, США             | Гран-прі         | Килим    | Джон Макінрой       | 3–6, 3–6, 6–7(3–7)           |
| Поразка   | 13–10 | Лип 1989 | Washington Open, США    | Гран-прі         | Тверде   | Тім Майотт          | 6–3, 4–6, 5–7                |
| Перемога  | 14–10 | Сер 1989 | Страттон Маунтін, США   | Гран-прі         | Тверде   | Джим П'ю            | 7–5, 6–0                     |
| Перемога  | 15–10 | Сер 1989 | Лівінгстон, США         | Гран-прі         | Тверде   | Джейсон Столтенберг | 6–4, 6–4                     |
| Перемога  | 16–10 | Сер 1989 | Мастерс Цинциннаті, США | Гран-прі         | Тверде   | Стефан Едберг       | 6–4, 2–6, 7–6(7–5)           |
| Перемога  | 17–10 | Жов 1989 | Сан-Франциско, США      | Гран-прі         | Тверде   | Андерс Яррід        | 7–5, 6–2                     |
| Поразка   | 17–11 | Жов 1989 | Орландо, США            | Гран-прі         | Тверде   | Андре Агассі        | 2–6, 1–6                     |
| Перемога  | 18–11 | Бер 1990 | Роттердам, Нідерланди   | Світова серія    | Килим    | Юнас Свенссон       | 6–1, 6–3                     |
| Перемога  | 19–11 | Кві 1990 | Орландо, США            | Світова серія    | Тверде   | Хрісто ван Ренсбург | 6–2, 6–1                     |
| Поразка   | 19–12 | Сер 1990 | Мастерс Цинциннаті, США | Серія Мастерс    | Тверде   | Стефан Едберг       | 1–6, 1–6                     |
| Перемога  | 20–12 | Вер 1990 | Брисбен, Австралія      | Світова серія    | Тверде   | Аарон Крікстейн     | 6–3, 6–1                     |
| Поразка   | 20–13 | Гру 1990 | Мюнхен, Німеччина       | Світова серія    | Килим    | Піт Сампрас         | 3–6, 4–6, 2–6                |
| Поразка   | 20–14 | Лют 1991 | Сан-Франциско, США      | Світова серія    | Килим    | Даррен Кейгілл      | 2–6, 6–3, 4–6                |
| Поразка   | 20–15 | Сер 1991 | Лос-Анджелес, США       | Світова серія    | Тверде   | Піт Сампрас         | 2–6, 7–6(7–5), 3–6           |
| Поразка   | 20–16 | Жов 1991 | Сідней, Австралія       | Серія Чемпіоншип | Тверде   | Стефан Едберг       | 2–6, 2–6, 2–6                |
| Поразка   | 20–17 | Бер 1992 | Скоттсдейл, США         | Світова серія    | Тверде   | Стефано Пескосолідо | 0–6, 6–1, 4–6                |
| Поразка   | 20–18 | Лют 1993 | Сан-Франциско, США      | Світова серія    | Тверде   | Андре Агассі        | 2–6, 7–6(7–4), 2–6           |
| Поразка   | 20–19 | Кві 1993 | Токіо, Японія           | Серія Чемпіоншип | Тверде   | Піт Сампрас         | 2–6, 2–6, 2–6                |
| Поразка   | 20–20 | Лют 1994 | Мемфіс, США             | Серія Чемпіоншип | Тверде   | Тодд Мартін         | 4–6, 5–7                     |

### Парний розряд: 6 (3–3)
| Легенда                         |
| ------------------------------- |
| Турніри Великого шлема (0–0)    |
| Фінали Світового туру ATP (0–0) |
| Серія ATP Мастерс 1000 (1–0)    |
| Серія ATP 500 (0–0)             |
| Серія ATP 250 (2–3)             |

| Фінали за покриттям |
| ------------------- |
| Тверде (3–1)        |
| Ґрунт (0–0)         |
| Трава (0–0)         |
| Килим (0–2)         |

| Фінали за типом корту |
| --------------------- |
| Відкритий корт (3–1)  |
| Закритий корт (0–2)   |

| Результат | В-П | Дата     | Турнір                                  | Рівень        | Покриття | Партнер             | Суперник                         | Рахунок       |
| --------- | --- | -------- | --------------------------------------- | ------------- | -------- | ------------------- | -------------------------------- | ------------- |
| Поразка   | 0–1 | Вер 1985 | Сан-Франциско, США                      | Гран-прі      | Килим    | Сенді Меєр          | Пол Еннекон Хрісто ван Ренсбург  | 6–3, 3–6, 4–6 |
| Перемога  | 1–1 | Жов 1985 | Тель-Авів, Ізраїль                      | Гран-прі      | Тверде   | Іліє Настасе        | Майкл Робертсон Флорін Сегирчяну | 6–3, 6–2      |
| Перемога  | 2–1 | Лют 1986 | Відкритий чемпіонат Маямі з тенісу, США | Серія Мастерс | Тверде   | Вінсент ван Петтен  | Стефан Едберг Андерс Яррід       | без гри       |
| Поразка   | 2–2 | Жов 1986 | Відень, Австрія                         | Гран-прі      | Килим    | Слободан Живоїнович | Рікардо Асіолі Войцех Фібак      | без гри       |
| Поразка   | 2–3 | Вер 1987 | Лос-Анджелес, США                       | Гран-прі      | Тверде   | Тім Вілкінсон       | Кевін Каррен Девід Пейт          | 3–6, 4–6      |
| Перемога  | 3–3 | Кві 1992 | Гонконг, Гонконг                        | Світова серія | Тверде   | Джим Грабб          | Байрон Блек Байрон Талбот        | 6–2, 6–1      |

## Досягнення
| W | Ф | ПФ | ЧФ | #Р | КТ | К# | DNQ | A | NH |

### Одиночний розряд
| Турніри Великого шлему                 |                   |                   |                   |                   |                   |                   |                   |                   |                   |                   |                   |                   |                   |                   |        |       |     |
| Відкритий чемпіонат Австралії з тенісу |                   | 1р                | 4р                | 3р                | NH                | 3р                |                   |                   |                   | 3р                | 1р                |                   |                   | 1р                | 0 / 7  | 6–7   | 46% |
| Відкритий чемпіонат Франції з тенісу   |                   | 1р                | 2р                | 1р                |                   | 2р                |                   |                   |                   | 1р                | 1р                | 3р                | 2р                |                   | 0 / 8  | 5–8   | 38% |
| Вімблдонський турнір                   |                   | 3р                | 3р                | 1р                | 4р                | 3р                |                   | 1р                | ЧФ                | 3р                |                   | 2р                | 2р                |                   | 0 / 10 | 17–10 | 63% |
| Відкритий чемпіонат США з тенісу       | 2р                | 1р                | 2р                | 3р                | 4р                | ЧФ                | 2р                | 1р                | 3р                | 1р                | 4р                | 4р                |                   |                   | 0 / 12 | 20–12 | 63% |
| В-П                                    | 1–1               | 2–4               | 6–4               | 3–4               | 6–2               | 8–4               | 1–1               | 0–2               | 6–2               | 4–4               | 3–3               | 6–3               | 2–2               | 0–1               | 0 / 37 | 48–37 | 56% |
| Виступи за країну                      |                   |                   |                   |                   |                   |                   |                   |                   |                   |                   |                   |                   |                   |                   |        |       |     |
| Літні Олімпійські ігри                 | NH                | NH                |                   | Не проводили      | Не проводили      | Не проводили      | ПФ                | Не проводили      | Не проводили      | Не проводили      |                   | Не проводили      | Не проводили      | Не проводили      | 0 / 1  | 4–1   | 80% |
| Чемпіонат завершення сезону            |                   |                   |                   |                   |                   |                   |                   |                   |                   |                   |                   |                   |                   |                   |        |       |     |
| WCT Finals                             | Не кваліфікувався | Не кваліфікувався | Не кваліфікувався | Не кваліфікувався | 1р                |                   | ПФ                | Ф                 | Не проводили      | Не проводили      | Не проводили      | Не проводили      | Не проводили      | Не проводили      | 0 / 3  | 3–3   | 50% |
| Фінал ATP                              | Не кваліфікувався | Не кваліфікувався | Не кваліфікувався | ЧФ                |                   | ПФ                |                   | RR                | Не кваліфікувався | Не кваліфікувався | Не кваліфікувався | Не кваліфікувався | Не кваліфікувався | Не кваліфікувався | 0 / 3  | 5–3   | 63% |
| Кубок Великого шлему                   | Не кваліфікувався | Не кваліфікувався | Не кваліфікувався | Не кваліфікувався | Не кваліфікувався | Не кваліфікувався | Не кваліфікувався | Не кваліфікувався | Ф                 | Не кваліфікувався | Не кваліфікувався | Не кваліфікувався | Не кваліфікувався | Не кваліфікувався | 0 / 1  | 3–1   | 75% |
| Тур ATP Мастерс 1000                   |                   |                   |                   |                   |                   |                   |                   |                   |                   |                   |                   |                   |                   |                   |        |       |     |
| Індіан-Веллс                           |                   |                   |                   |                   |                   |                   |                   | ЧФ                | 3р                |                   | 1р                | 3р                | 1р                |                   | 0 / 5  | 6–5   | 55% |
| Відкритий чемпіонат Маямі з тенісу     |                   |                   |                   | 2р                | 3р                | 4р                |                   |                   | 3р                | 2р                | 2р                |                   | 3р                | 1р                | 0 / 8  | 8–8   | 50% |
| Монте-Карло                            |                   |                   | 2р                |                   |                   |                   |                   |                   |                   |                   |                   |                   |                   |                   | 0 / 1  | 1–1   | 50% |
| Рим                                    |                   |                   |                   |                   |                   |                   |                   |                   | 3р                | 1р                |                   |                   |                   |                   | 0 / 2  | 2–2   | 50% |
| Мастерс Канада                         | 1р                | 1р                |                   |                   | 3р                |                   |                   |                   | 2р                | 3р                |                   | 1р                |                   |                   | 0 / 6  | 2–6   | 25% |
| Мастерс Цинциннаті                     |                   |                   |                   |                   |                   | ЧФ                | 3р                | 1989              | Ф                 | ЧФ                | 3р                | ЧФ                | 1р                |                   | 1 / 8  | 24–7  | 77% |
| Париж                                  |                   |                   |                   |                   |                   | Ф                 | Ф                 | ЧФ                | 3р                | 2р                | 3р                | 1р                |                   |                   | 0 / 7  | 13–7  | 65% |
| В-П                                    | 0–1               | 0–1               | 1–1               | 1–1               | 3–2               | 10–3              | 6–2               | 11–2              | 9–6               | 4–5               | 4–4               | 5–4               | 2–3               | 0–1               | 1 / 37 | 56–36 | 61% |

### Парний розряд
| Турніри Великого шлему                 |     |     |     |     |     |     |     |     |     |        |       |     |
| Відкритий чемпіонат Австралії з тенісу | 1р  | 1р  |     | 2р  |     |     |     |     |     | 0 / 3  | 0–3   | 0%  |
| Відкритий чемпіонат Франції з тенісу   | 1р  | 1р  |     | 2р  |     |     |     |     |     | 0 / 3  | 1–3   | 25% |
| Вімблдонський турнір                   |     | 1р  | 2р  | 1р  |     | 1р  |     |     | 1р  | 0 / 5  | 1–5   | 17% |
| Відкритий чемпіонат США з тенісу       |     | 1р  | 1р  | 1р  | 2р  |     |     |     | 1р  | 0 / 5  | 1–5   | 17% |
| В-П                                    | 0–2 | 0–4 | 1–2 | 1–4 | 1–1 | 0–1 | 0–0 | 0–0 | 0–2 | 0 / 16 | 3–16  | 16% |
| Тур ATP Мастерс 1000                   |     |     |     |     |     |     |     |     |     |        |       |     |
| Відкритий чемпіонат Маямі з тенісу     |     | 3р  | П   | ЧФ  |     |     | 2р  |     |     | 1 / 4  | 12–3  | 80% |
| Рим                                    |     |     |     |     |     |     | 1р  | ЧФ  |     | 0 / 2  | 2–2   | 50% |
| Мастерс Канада                         |     |     | 2р  |     |     |     |     | 1р  |     | 0 / 2  | 1–2   | 33% |
| Мастерс Цинциннаті                     |     |     |     | ЧФ  | 1р  |     |     |     | 2р  | 0 / 3  | 3–3   | 50% |
| Париж                                  |     |     |     | ЧФ  |     |     |     |     |     | 0 / 1  | 1–1   | 50% |
| В-П                                    | 0–0 | 2–1 | 7–1 | 6–3 | 0–1 | 0–0 | 1–2 | 2–2 | 1–1 | 1 / 12 | 19–11 | 63% |